# Jag tror på människan
"Jag tror på människan", skriven av Johan Stentorp, Lasse Andersson och Tommy Nilsson, är en powerballad som den svenska rocksångaren Tommy Nilsson framförde i den svenska Melodifestivalen 2007. Bidraget var med i deltävlingen i Kinnarps Arena i Jönköping den 3 februari 2007, och tog sig direkt vidare till finalen i Globen den 10 mars 2007, där det slutade på tionde plats, utan att få en enda poäng. Tommy Nilsson refererade då skämtsamt till ishockeymålvakterna och talade om att han lyckades "hålla nollan i Globen". Senast han var med i tävlingen var 1989, och även då hölls den i Globen. Den gången slutade han istället som segrare. 
Melodin testades även på Svensktoppen, och tog sig in på listan den 25 mars 2007. Den hamnade på nionde plats, och var veckan därpå utslagen.
Sångtexten handlar om vad människor kan göra tillsammans, som till exempel i kampen mot det som hotar framtiden för människan och Jorden, som krig och global uppvärmning.

## Singeln
Den 4 mars 2007 gavs singeln "Jag tror på människan" ut, och hamnade som högst på tolfte plats på den svenska singellistan.

### Låtlista
1. Jag tror på människan
2. Jag tror på människan (instrumental)

## Listplaceringar
| Lista (2007) | Topplacering |
| ------------ | ------------ |
| Sverige      | 12           |